# پرتوکافت
پرتوکافت (انگلیسی: Radiolysis) فرایند تفکیک یک مولکول توسط پرتوی یوننده است. در این فرایند، یک یا چند پیوند شیمیایی که در معرض شار انرژی بالا قرار می‌گیرند شکسته می‌شوند. تفاوت پرتوکافت با نورکافت در نوع تابش است؛ تابش یوننده و نایوننده. برای نمونه در نورکافت Cl2 به دو رادیکال آزاد کلر، از تابش فرابنفش یا نور مرئی که پرتوهای نایوننده هستند استفاده می‌شود.
نمونه‌ای پرتوکافت، تفکیک آب زیر واپاشی آلفا است که دو رادیکال آزادِ به ترتیب هیدروژن و هیدروکسیل پدید می‌آیند؛ حال‌آنکه در یونش آب، یون هیدروژن و یون هیدروکسید تولید می‌شوند.